# 错枝冬青
错枝冬青（学名：Ilex intricata）为冬青科冬青属的植物。分布于不丹、锡金、印度、尼泊尔、缅甸以及中国大陆的西藏、四川、云南等地，生长于海拔3,200米的地区，多生在冷杉林下，目前已由人工引种栽培。

## 别名
扭冬青（拉汉种子植物名录）